# Чукчи (език)
Езикът чукчи (самоназвание: ԓыгъоравэтԓьэн йиԓыйиԓ [ɬǝɣˀoraβetɬˀɛn jiɬǝjiɬ], „език на истинските хора“) е палеоазиатски език, разпространен в най-източния край на Сибир, предимно в Чукотския автономен окръг. Чукчи е роден само за половината от около 15 700 чукчи, а руският – за останалите. Броят на говорещите го постоянно намалява и затова езикът е вписан в Червената книга на ЮНЕСКО.

## Писменост
До 1931 г. не е съществувала писменост, макар през 19 век да са правени опити да се създаде азбука за богослужебни цели.
Първата азбука е създадена от Владимир Богораз през 1931 г. въз основа на латинската азбука. От 1937 г. азбуката се изменя в кирилски вариант с прибавени букви с диакритични знаци. През 50-те години буквите К’ к’ and Н’ н’ се заменят с Ӄ ӄ и Ӈ ӈ. В края на 80-те години буквата Ԓ ԓ бива въведена вместо Л л, за да се избегне объркването с произнасянето на руския звук „л“. Сегашната азбука изглежда по следния начин:
| А а | Б б | В в | Г г | Д д | Е е | Ё ё | Ж ж | З з | И и |
| Й й | К к | Ӄ ӄ | Л л | Ԓ ԓ | М м | Н н | Ӈ ӈ | О о | П п |
| Р р | С с | Т т | У у | Ф ф | Х х | Ц ц | Ч ч | Ш ш | Щ щ |
| Ъ ъ | Ы ы | Ь ь | Э э | Ю ю | Я я | ʼ   |     |     |     |

## Граматични особености
Езикът чукчи е полисинтетичен език, т.е. такъв, който се стреми да изрази всяко изречение с една дума. Например:
- Təmeyŋəlevtpəγtərkən (t-ə-meyŋ-ə-levt-pəγt-ə-rkən) – „Силно ме боли главата.“ Съдържа пет морфеми, от които три са коренни.
- m?nn?keureqepluwičwenm?k (m?n-n?ke-ure-qepl-uwičwen-m?k) – „Искаме да играем на топка цяла нощ.“

Друга интересна особеност на езика е различното произнасяне на съгласния звук /r/, съответно на комбинацията /rk/ при мъжете и жените. Мъжете произнасят /r/ и /rk/, а жените в двата случая /ts/. Например думата за морж звучи при мъжете rərkə, а при жените tsətsə.

## Външно влияние
Влиянието на други езици върху езика чукчи не е добре изучено. Не е изяснена връзката между него и ескимоските езици. Основният проблем е липсата на писмени паметници. Под влиянието на руския език навлизат нови думи и се изменя синтаксисът предимно в писмената реч. Влиянието върху говоримия език се изразява основно в руски заемки, които се нагаждат по правилата на чукчи.